# François Picquet (prêtre sulpicien)
Pour l’article homonyme, voir François Picquet.
François Picquet, né le 4 décembre 1708 à Bourg-en-Bresse et mort le 15 juillet 1781, est un prêtre sulpicien français du XVIIIe siècle, qui vécut parmi les Amérindiens, en Nouvelle-France.  

## Biographie
Né d'une famille d'ancienne bourgeoisie, d'un père notaire royal et d'une mère appartenant à la noblesse de robe, François Piquet s'embarque, après son ordination, pour le Canada en 1734. De 1739 à 1749, il servit dans une mission sulpicienne située dans la région du Lac des Deux Montagnes. Il évangélise les Amérindiens et essaie de les rendre fidèles à la France.
En 1748, le gouverneur de la Nouvelle-France, Rolland-Michel Barrin comte de La Galissonière, l'envoie en mission vers l'archipel des Mille-Îles le long du fleuve Saint-Laurent.
En 1749, il une mission religieuse à la confluence de la rivière Oswegatchie et du fleuve Saint-Laurent. Cette mission, appelée Mission de La Présentation, fut fortifiée et devint le Fort de La Présentation.
En 1759, durant la guerre de Sept Ans, le Fort de La Présentation est abandonné au profit du Fort Lévis. François Picquet participe, avec ses « frères » amérindiens, à la victoire française de la Bataille de Fort Carillon. Il est également au côté de l'officier Louis de La Corne pendant cette période conflictuelle.
Après le Traité de Paris de 1763, François Picquet se rend en Louisiane française, à La Nouvelle-Orléans et y demeure jusqu'en 1772, date à laquelle il retourne en France. 
Arrivé en France, il reçoit un ministère religieux à Verjon, d'où sa famille est originaire. En 1777, il est reçu en audience privée par le pape Pie VI.
Il quitte son ministère en 1779 et meurt le 15 juillet 1781.